# エヴェルトン・アウグスト・デ・バロス・リベイロ
エヴェルトン・リベイロ（Everton Ribeiro）こと、エヴェルトン・アウグスト・デ・バロス・リベイロ（Everton Augusto de Barros Ribeiro、1989年4月10日 - ）は、ブラジル・サンパウロ州アルージャ出身のサッカー選手。ブラジル・セリエA・ECバイーア所属。元ブラジル代表。ポジションはミッドフィールダー。

## クラブ経歴

### コリンチャンス
サンパウロ州のアルージャで生まれ、2001年にコリンチャンスのユースチームに参加し、左サイドバックとしてプレーした。2007年に、パウロ・セーザル・カルペジアーニ監督によりトップチームに昇格したが、4試合の出場に留まり、チームは2部に降格した。

### サンカエターノ
2008年7月21日、ウェリントン・サチの加入に伴い、ADサンカエターノにレンタル移籍した。2年間のレンタルでの在籍中に攻撃的MFにコンバートされた。

### コリチーバ
2011年1月にコリンチャンスに復帰したが、2月21日にコリチーバFCに移籍金150万レアルで移籍した。4月17日、ローマ・エスポルチ・アプカラナ戦で3分に移籍後初となるゴールを挙げた。
次のシーズン、カンピオナート・パラナエンセで15試合5得点を記録し、チームはタイトルを保持した。2012年5月6日、アトレチコ・パラナエンセとの決勝戦1stレグで2-2の引き分けに持ち込み、その1週間後にエスタディオ・マジョール・アントーニオ・コウト・ペレイラで行われたPK戦では、決定的なゴールを挙げて勝利に導いた。
2012年シーズンは、カンピオナート・ブラジレイロ・セリエAでチームメイトのデイヴィド・ジ・ソウザと並び8ゴールを挙げ、チーム得点王になった。2012年8月26日、フィゲイレンセFC戦でロドリゴ・フェルナンデス・バレーテへのファウルで退場処分を受けた。

### クルゼイロ
2013年1月8日、クルゼイロECとコリチーバがリベイロの移籍に合意し、その3日後に4年契約を締結した。クルゼイロでの2年間、リカルド・グラールとともに強力な攻撃ユニットを形成し、2年連続でセリエA最優秀選手に選出され、チームも2年連続で優勝した。

### アル・アハリ・ドバイ
2015年の冬の移籍市場で、マンチェスター・ユナイテッドやACミラン、ASモナコ、レアル・マドリードへの移籍も噂されたが、2015年2月1日にUAEリーグ王者のアル・アハリに移籍金1500万ユーロで移籍した。その2日後、アラビアン・ガルフ・リーグのシャールジャFC戦でハビーブ・ファルダーンとの交代でデビューし、その1分後にルイス・ヒメネスのアシストで初ゴールを挙げた。3月27日、アブダビのアル・ジャジーラ・ムハンマド・ビン・ザーイド・スタジアムで開催されたUAEスーパーカップのアル・アインFC戦に途中出場し、アル・アハリでの初のタイトルを獲得した。リーグ戦は12試合に出場し3ゴールを挙げた。このシーズンのAFCチャンピオンズリーグ2015では、準決勝のアル・ヒラル戦2ndレグでゴールを挙げ、2戦合計4-3での勝利に貢献した。AFCチャンピオンズリーグでは14試合4得点を記録したが、広州恒大に決勝で敗れた。
2015年8月19日、シーズン開幕戦のアル＝フジャイラSC戦でPKを含め2ゴールを挙げた上に、同胞のリマの2ゴールをアシストした。チームはこのシーズン優勝し、この勝利が自分の移籍を正当化するものだとメディアに語った。

### フラメンゴ
2017年6月5日、リベイロの関係者は、ブラジルに戻るためにアル・アハリとの契約を解消したと語った。同じ日に、CRフラメンゴに移籍金600万ユーロで移籍し、2021年までの契約を結んだ。
2019年12月13日、フラメンゴとの契約を2023年12月まで延長した。

## 代表経歴
U-20ブラジル代表でプレーした後に、2014年8月19日にドゥンガ新監督によりコロンビア代表とエクアドル代表戦に向けたブラジル代表に招集された。9月5日、マイアミのサンライフ・スタジアムで開催されたコロンビアとの親善試合でウィリアンとの交代で出場し、デビューを果たした。
2015年5月、チリで開催されるコパ・アメリカ2015の代表メンバーに選出された。準々決勝のパラグアイ代表戦ではロビーニョと交代で出場したが、PK戦ではPK失敗し、ブラジルも敗退した。
2022年11月7日、W杯カタール大会に向けたメンバーの1人に選ばれた。

## 人物・エピソード
2013年にマリリア・ネリーという女性と結婚し、2人の子供がいる。カトリック教徒である。

## 代表歴

### 出場大会
- ブラジル代表
  - 2022 FIFAワールドカップ

### 試合数
- 国際Aマッチ 23試合 3得点（2014年-2022年）[34]

| ブラジル代表 | 国際Aマッチ | 国際Aマッチ |
| 年           | 出場        | 得点        |
| ------------ | ----------- | ----------- |
| 2014         | 3           | 0           |
| 2015         | 3           | 0           |
| 2016         | 0           | 0           |
| 2017         | 0           | 0           |
| 2018         | 0           | 0           |
| 2019         | 0           | 0           |
| 2020         | 5           | 0           |
| 2021         | 9           | 3           |
| 2022         | 3           | 0           |
| 通算         | 23          | 3           |

## タイトル

### クラブ
コリチーバFC
- カンピオナート・パラナエンセ：2011, 2012

クルゼイロEC
- カンピオナート・ブラジレイロ・セリエA：2013, 2014
- カンピオナート・ミネイロ : 2014

アル・アハリ
- アラビアン・ガルフ・リーグ : 2015-16
- UAEスーパーカップ : 2014, 2016
- アラビアン・ガルフ・カップ : 2016-17

CRフラメンゴ
- コパ・リベルタドーレス : 2019[35]
- レコパ・スダメリカーナ : 2020[36]
- カンピオナート・ブラジレイロ・セリエA : 2019, 2020
- スーペルコパ・ド・ブラジル : 2020, 2021[37]
- カンピオナート・カリオカ : 2019, 2020, 2021

### 代表
U-20ブラジル代表
- 南米ユース選手権：1回 (2009)

### 個人
- カンピオナート・ブラジレイロ・セリエA 最優秀選手賞：2013, 2014[38][39]
- カンピオナート・ブラジレイロ・セリエA ベストイレブン：2013, 2014[38][39], 2019[40]
- ブラジル・ゴールデン・ボール：2013
- ブラジル・シルバー・ボール：2013
- カンピオナート・カリオカ ベストイレブン : 2019, 2020[41]